# Gyula
Gyula (maďarsky  ˈďulɒ, rumunsky Jula) je okresní město v Maďarsku, v župě Békés (na jihovýchodě země, nedaleko města Békéscsaba). Nachází se 235 km jihovýchodně od Budapešti. Občas bývá považováno za bránu do Sedmihradska. V roce 2023 ve městě žilo přibližně 28 tisíc obyvatel. 
Město je známé díky termálním lázním, středověkému hradu (jednomu z mála v oblasti z cihel) a také jako rodiště Ference Erkela, skladatele současné maďarské hymny.

## Poloha, popis
Rozkládá se v jihovýchodní části Maďarska. Na jihovýchodě sousedí s rumunskými župami Arad a Bihor. V Maďarsku pak sousedí s obcemi Elek a Kétegyháza na jihu, Szabadkígyós na západě, Békéscsaba na severozápadě, Doboz a Sarkad na severu.
Městem protéká zhruba od jihu na sever řeka Fehér-Körös (Bílý Kriš). Při severním okraji pak protéká řeka Fekete-Körös (Černý Kriš). Zhruba 2 km od hranice s Rumunskem je z řeky Bílý Kriš vyveden směrem na západ vodní kanál Élővíz-csatorna (vodní kanál Živá voda). Ten tvoří původní koryto Kriše.

## Název
V závěru 13. století probíhala v lokalitě okolo řek Mureš a Kriš změna vlastnické struktury rozsáhlých pozemků. Královské pozemky byly z velké části převedeny do rukou hraních pánů a ti se tak stali statkáři, resp. šlechtici. Název města Gyula (v maďarštině se jedná o křestní jméno) nejspíše odkazuje na takto zbohatlého statkáře, podle něhož bylo sídlo pojmenováno. 

## Historie

### Nejstarší dějiny a turecká okupace
První písemná zmínka pochází z roku 1313, kdy byl zmíněn místní klášter (pod názvem Gyulamonostor). Ve stejném století byla budována v jeho blízkosti pevnost, nicméně dokončena byla až v polovině 16. století. Pro hrad si vybrali polohu na jednom z meandru řeky Kriše. Gyula samotná byla vlastnictvím rodiny Maróthyů a později Jana Korvína. Turci dobyli Gyulu v roce 1566 po 63 dnech obléhání místní pevnosti. Po nějakou dobu bylo město centrem sandžaku (turecké správní jednotky), byla sem přesunuta správa z nedalekého Aradu. V Gyule se usídlili někteří turečtí obchodníci. Jako město se čtyřmi čtvrtěmi, třemi školami (medresami) a dvěma mešitami jej popsal turecký cestoval Evliya Çelebi v druhé polovině 17. století.
V závěru turecké okupace Uher klesal nápadně počet obyvatel, což snižovalo výnosy z daní pro místní správce. Turci se proto rozhodli v roce 1693 Gyulu dosídlilt. S postupem křesťanských vojsk nicméně ztráceli jedno město za druhým, až se Gyula stala jedním z mála měst na řece Mureș, které ještě drželi. Když byli nakonec i odsud Turci vyhnáni (resp. vzdali se bez boje), bylo město zcela opuštěno a následně bylo znovu kolonizováno. Z Gyuly odešlo po dobytí křesťanským vojskem cca 1500 tureckých vojáků. Maďarský šlechtic János Harruckern pozval maďarské, německé a rumunské osadníky, kteří pomohli znovu zalidnit a vybudovat město. Gyula byla obnovena na počátku 18. století, a to i přes Rákócziho povstání a obléhání města. Obléhající si povšimli, že ještě na počátku 18. století byly zdi hradu poškozené z bojů s Turky.

### Moderní doba

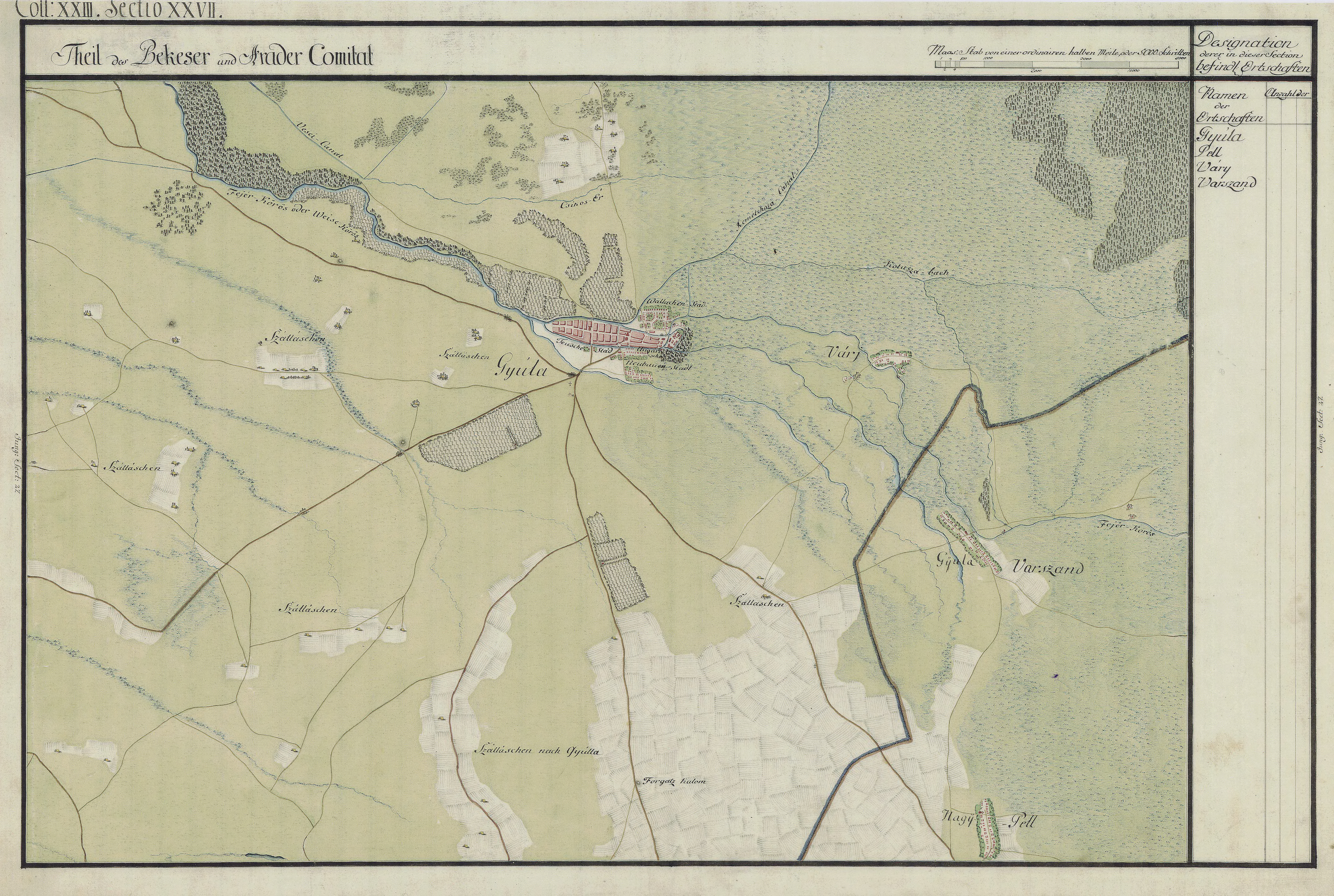
Guyla v závěru 18. století (první vojenské mapování)

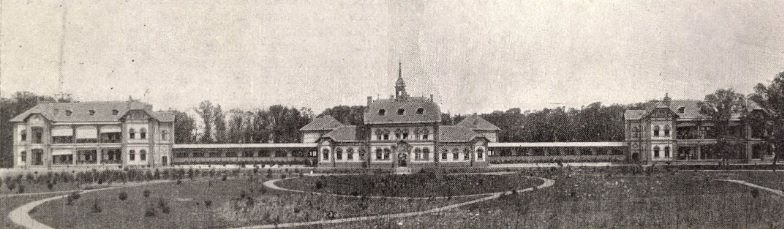
Sanatorium na historické fotografii.

V závěru 18. století se postupně se vzrůstajícím počtem obyvatel postupně navyšoval i podíl obdělávané půdy. Roku 1738 zasáhla město epidemie moru.
Stavebně se město rozvíhelo v západo-východním směru okolo ulice Lájose Kossutha a Radniční ulice (maďarsky Városház utca) severně k toku Bílého Kriše. Obklopovaly jej vinice. Město bylo na mapách prvního vojenského mapování rozděleno na německou, maďarskou a rumunskou část. Maďarská ležela blíže zámku, německá na západním okraji a rumunská severně od středu města. Východně od města se rozkládal velký močál.
Během 18. a 19. století zasáhly Gyulu časté požáry; jen mezi lety 1782 až 1882 jich bylo sedm. Nejničivější se odehrál roku 1801. Nejinak tomu bylo i v případě povodní, které často decimovaly město. V roce 1843 bylo zaplaveno Bílým Krišem okolo dvou set domů. Další povodeň město postihla roku 1888. Na ochranu před ním bylo rozhodnuto o výstavbě valu, který byl později na počátku 20. století ještě navýšen. V téže době byla také postavena továrna na punčochy, která měla pobočný závod i v dnes rumunském Temešváru. Byla jednou z největších v regionu.
Budova místní radnice byla dokončena roku 1861. V závěru 19. století přišli do Gyuly bulharští kolonisté, kteří zde rozvíjeli zahradnickou tradici. Díky tomu je místní zahradnictví proslulé v celém Maďarsku. V 60. letech 19. století za pomoci finančního příspěvku od Jánose Mogyoróssyho byly položeny základy místního muzea. Postaveno zde bylo také sanatorium a sirotčinec, a to podle projektu maďarského architekta (s českým původem) Ede Dvoraka. Na mapách třetího vojenského mapování z konce století je vidět město západně od řeky Bílý Kriš, která již byla zregulována. Tehdejší Gyula byla obklopena sady a vinicemi. Původní zámek se s parkem nacházel na okraji tehdejší zástavby.

### 20. a 21. století
V roce 1906 zde byla otevřena městská železnice (Gyulavidéki HÉV), která spojovala místní nádraží, centrum města a nedalekou obec Gyulavári. V provozu byla až do roku 1944. Jednalo se o úzkorozchodnou dráhu o rozchodu kolejí 760 mm.
Podle sčítání lidu (posledního rakousko-uherského) z roku 1910 zde žila většina obyvatel maďarské národnosti a malá menšina Rumunů. Z náboženského hlediska zde dominovala Římskokatolická církev, zastoupeny byly také církve protestantské.
Konec první světové války a ustanovení nových hranic Gyulu závažným způsobem zasáhly. Nově vzniklá hranice s Rumunskem se nyní nacházela jen několik málo kilometrů východně od města. Řada vesnic, které byly na město ekonomicky navázané se ocitly na druhé straně hranice a administrativně byly připojeny k jiným městům, např. Chișineu-Criș a dalším. V bezprostřední blízkosti Gyuly zůstaly pouhé čtyři vesnice. Období nového státu, politické nestability a ekonomické krize (po roce 1929) vedly k velké vlně vystěhovalectví z Gyuly, zavírání podniků a nezaměstnanosti.
V původním zámku Almasy (jižně od historického hradu) byly později (v roce 1942) vybudovány lázně. Označovány bývají od té doby jako zámecké lázně (maďarsky Várfürdő). V roce 1959 byly rozšířeny. Jsou obklopeny rozsáhlým parkem a v jejich blízkosti se nachází také další koupaliště. Na počátku 60. let 20. století byl obnoven místní hrad. Nově se v něm od roku 1964 nacházelo také divadlo.

## Obyvatelstvo
Obyvatelstvo je především maďarské národnosti. K národnosti rumunské se přihlásily cca 3 % obyvatel města. Počet obyvatel města postupně klesá, v roce 2013 zde žilo 31 tisíc obyvatel, roku 2019 to bylo dvacet devět tisíc obyvatel. Náboženské rozložení bylo následující: římští katolíci 18,4 %, reformovaní 17,9 %, luteráni 1,6 %, řeckokatolíci 0,4 %, bez vyznání 28,2 % (29 % se nepřihlásilo).

## Kultura a turistika

### Kulturní instituce a akce

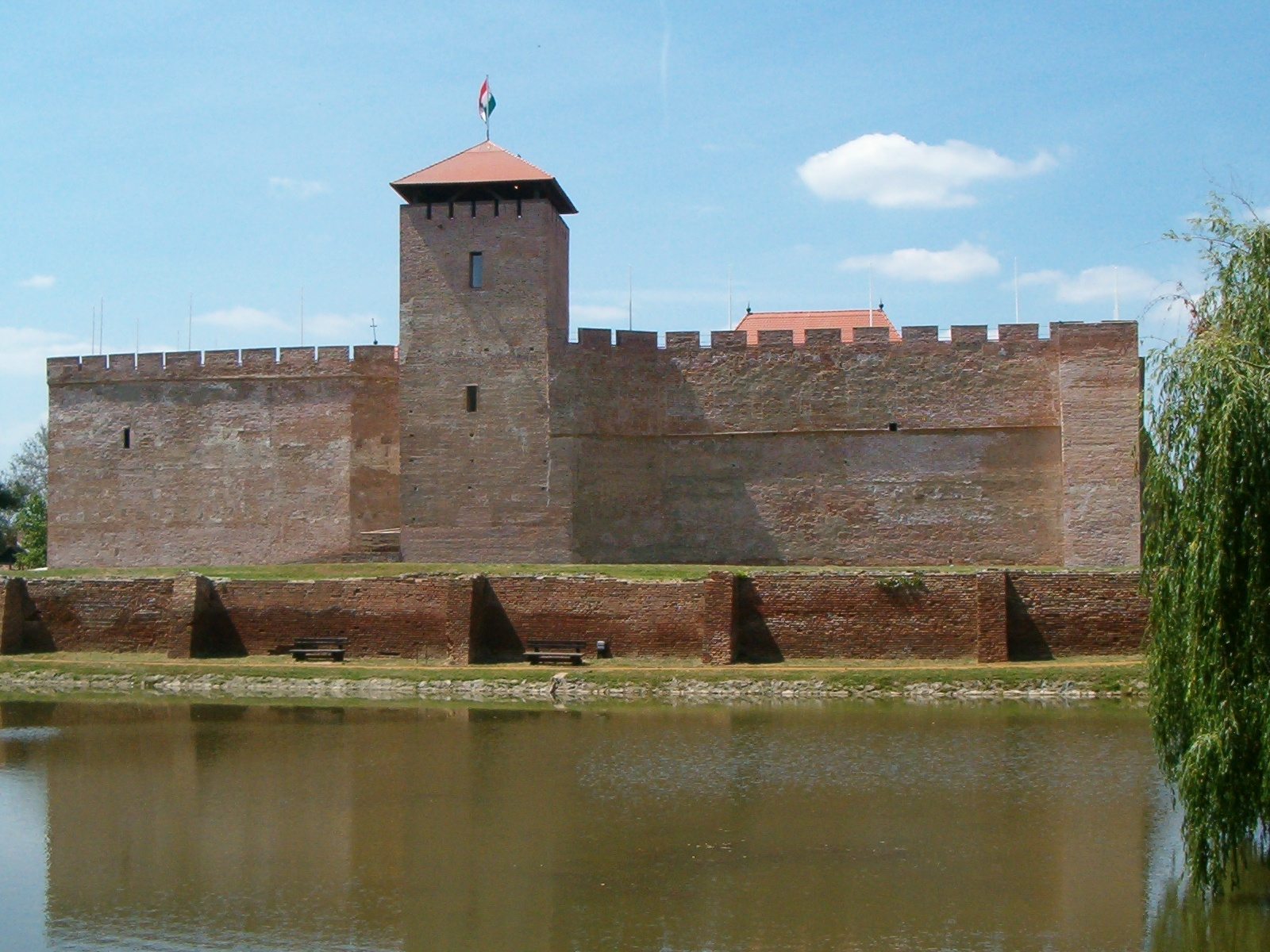
Obnovený hrad.

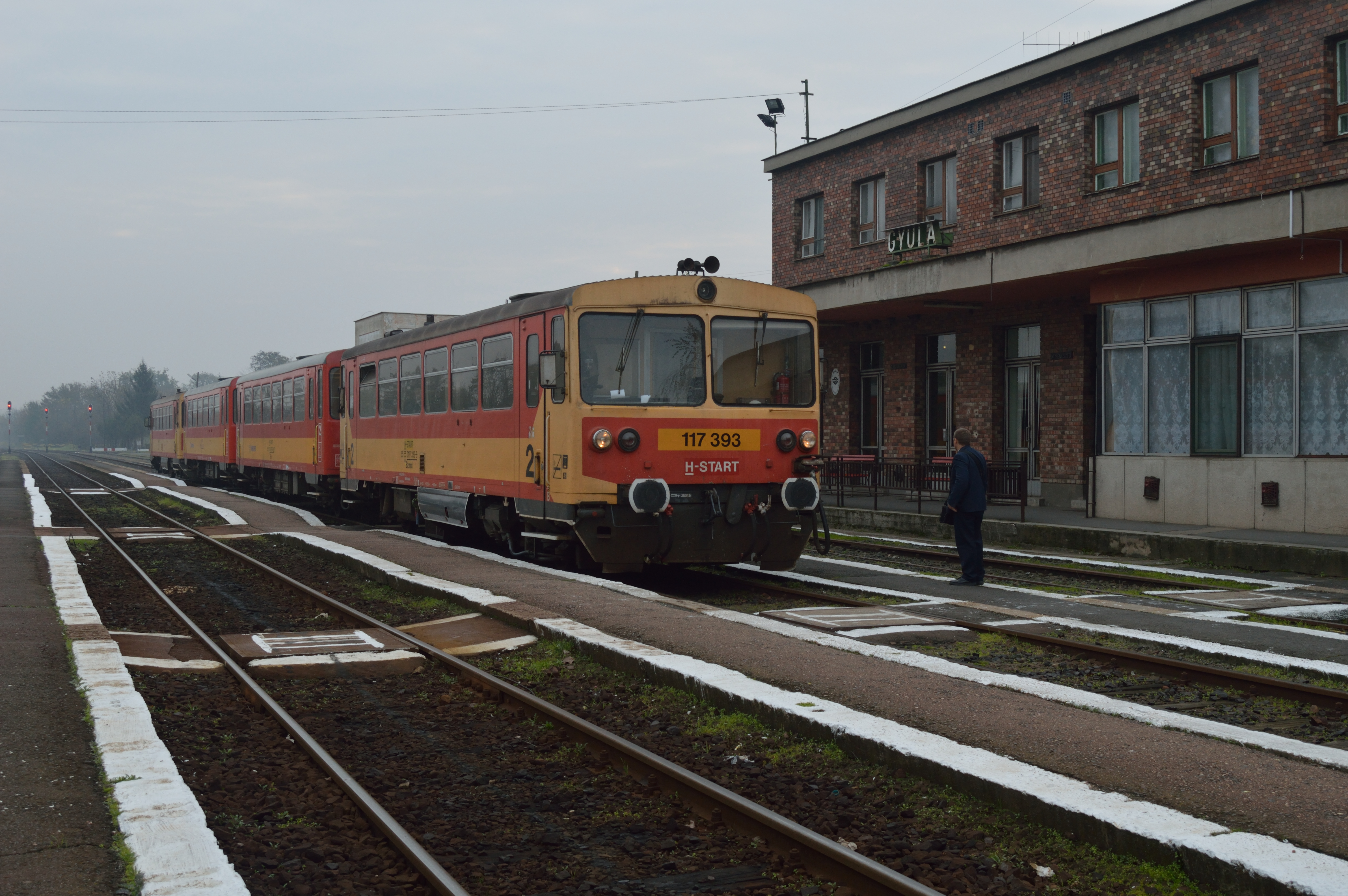
Budova nádraží a vlak Bzmot.

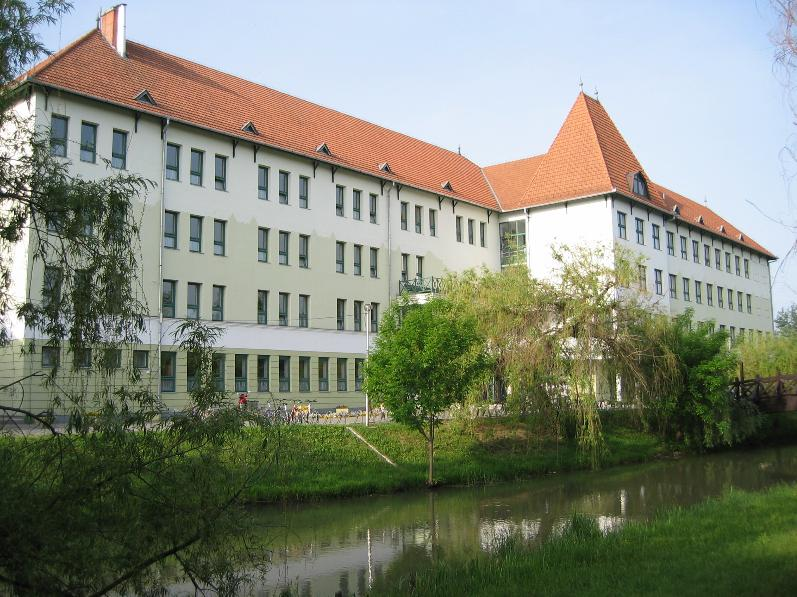
Gymnázium Ference Erkela v Gyule.

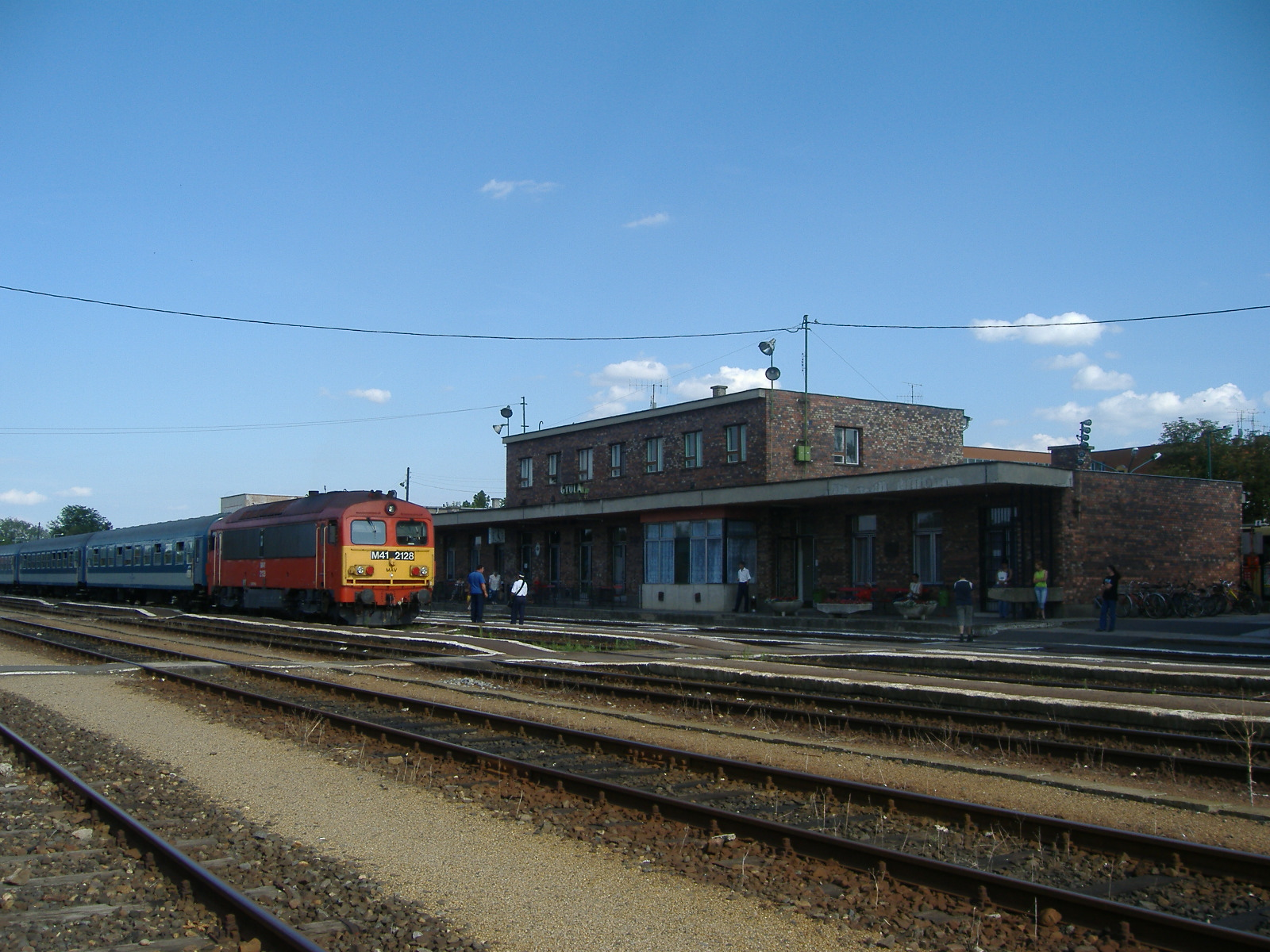
Budova nádraží.

Kromě uvedeného zámku (kaštelu) a hradu se zde nachází také zemědělské muzeum  a rodný dům skladatele Ference Erkela, dům rodiny Ladiců, připomínka života úřednické rodiny v době 19. století a galerie Koban.
Mezi pravidelné akce, které se v Gyule pořádají, patří např. festival květin, dále potom zámecké dny, pivní slavnosti, festival lidového tance apod.

### Pamětihodnosti
Nedaleko od města se nachází také les Mályvádi. Jedná se o dávný dubový les a jeden z největších v regionu. 
Pozoruhodný je také most Kapus-híd.
V Gyule stojí katolický kostel svatého Jiří (v centru města). Na Petőfiho náměstí poté lze nalézt i kostel Reformované církve. Hlavní římskokatolický kostel v Gyule je nicméně Kostel Panny Marie, který stojí v samotném středu města a je netradičně orientován severo-jižním směrem.
Významnou pamětihodností je také župní dům, který vznikl v druhé polovině 19. století v novorenesančním stylu podle návrhu architekta Jánose Linczbauera.
Západně od centra města se také nachází Německý dům, který zahrnuje i muzeum.[zdroj?] Okolo něj existuje místní část, která byla známá jako tzv. Německá Gyula (maďarsky Nemétgyula), kde se nachází řada historických budov. 
Existuje tu i historická cukrárna. Ta spolu s hradem patří k nejnavštěvovanějším objektům ve městě.

## Ekonomika
V Gyule sídlí potravinářský závod na výrobu salámů. Nachází se zde rozsáhlý areál s názvem Húskombinát.
Význam zde má díky lázním i turistika, která má dlouhodobě vzestupnou tendenci. V roce 2023 byla u domácích rekreantů pátou nejoblíbenější destinací. Město Gyula provozuje společnost Gyulai Turisztikai Nonprofit Kft., která město propaguje. 
Nezaměstnanost je zde nižší, než kolik činí celomaďarský průměr.

## Doprava
Městem prochází hlavní silnice č.44 vedoucí z města Kecskemét směrem do Rumunska. Jihovýchodně od Gyuly se nachází silniční hraniční přechod, jehož význam je vzhledem k silničnímu tahu směřujícímu do Aradu v Rumunsku značný. Byl otevřen v roce 1970. Město je s regionálním centrem (Békéscsaba) spojeno pomocí čtyřproudé rychlostní silnice. Silnice celostátního významu č. 44 obchází město po obchvatu, který je trasován jižně od Gyuly. Výhledově ji má nahradit budovaná dálnice M44.
Železniční spojení zajišťuje regionální železniční trať z Békéscsaby na jihovýchod země (do rumunské Salonty) č. 128. hlavní nádraží je umístěno severně od středu města. Kromě toho se zde nachází ještě dvě zastávky, a to Gyula–Városerdő a Gyula–Jánoszug.

## Školství
V Gyule se nachází celkem pět základních škol.

## Zdravotnictví
Gyula má svoji vlastní nemocnici (Pándy Kálmán kórház).

## Známé osobnosti
Z Gyuly pocházely následující známé osobnosti:
- Robert Angelusz, sociolog
- Béla Bánáthy, vědec
- Imre Bródy (1891-1944), maďarský fyzik
- Albrecht Dürer starší (1427–1502), otec Albrechta Dürera
- Ferenc Erkel (1810–1893), maďarský skladatel
- Imre König (1901–1992), hráč šachu
- László Krasznahorkai (*1954), maďarský spisovatel
- George Pomutz (1818-1882), americký diplomat a generál